# Diego de Pesquera
Diego de Pesquera fue un escultor español del siglo XVI perteneciente a la escuela sevillana. En el año 1563 trabajaba en la ciudad de Granada, y desde 1571 hasta 1580 está documentada su actividad en Sevilla. Ya en los últimos años de su vida se tiene noticia de su estancia en Ciudad de México. Enmarcado en la época renacentista, por su estilo artístico, influido por la forma de hacer de Miguel Ángel, se cree que pudo tener una posible formación en Italia.

## Trayectoria

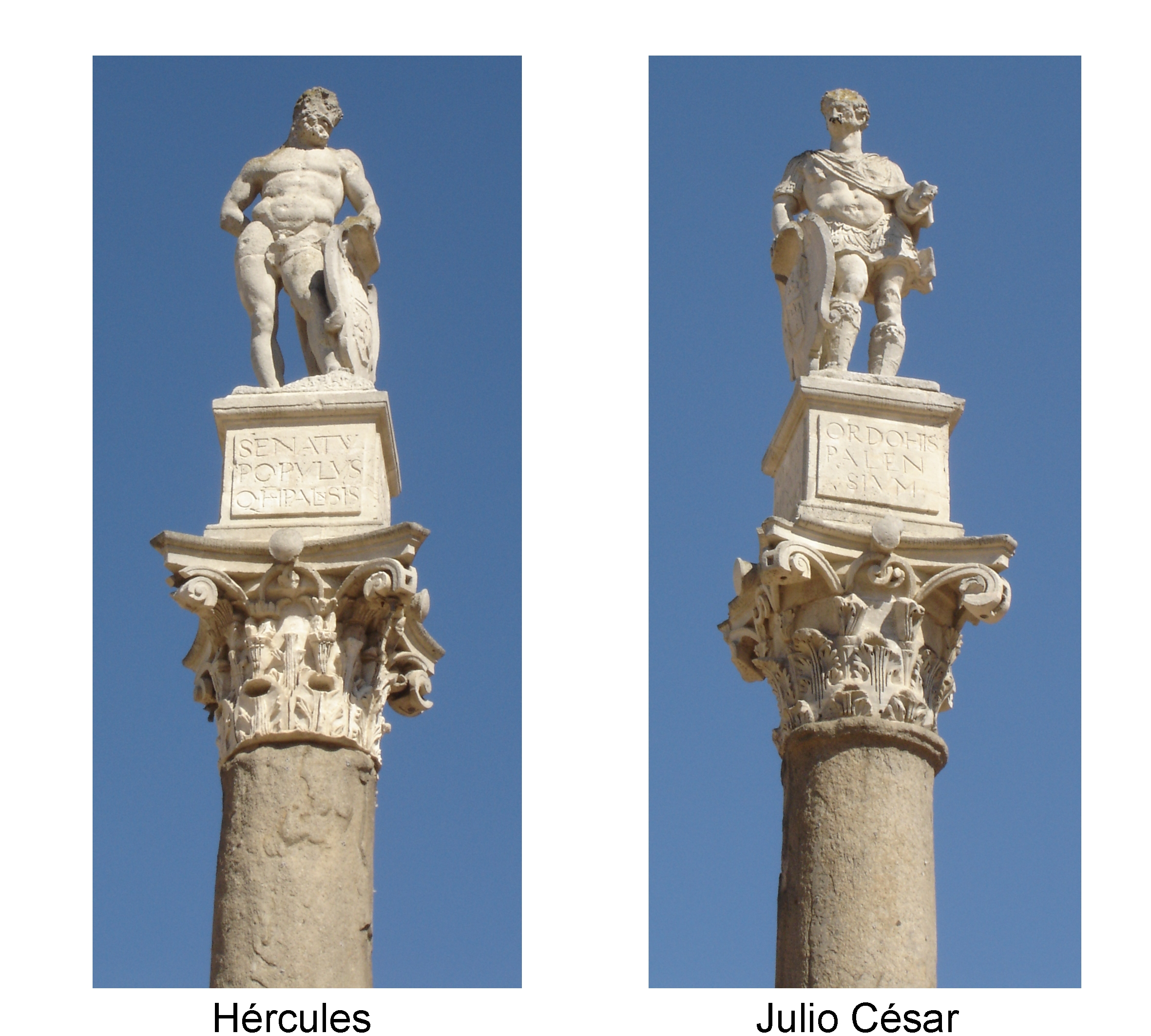
Estatuas de Hércules y Julio César. Alameda de Hércules. Sevilla

Para la ciudad de Granada trabajó en la portada de la Sala Capitular de la catedral, y también, en el año 1567, en la iglesia de San Pedro y San Pablo; realizó además las portadas de la Iglesia de Nuestra Señora de la Encarnación (Íllora) y los retablos de Colomera y de Ogíjares. De esta etapa, una de sus obras más importantes es el grupo escultórico de Santa Ana, la Virgen y el Niño, que se encuentra en la catedral de Granada.
Trabajó en la Capilla Real de la Catedral de Sevilla, donde realizó las imágenes de Santa Justa y Santa Rufina. De su última época se conservan los relieves de la antesala capitular, también en la Catedral de Sevilla.
Destacó además en temas profanos, realizando en el año 1574 las imágenes de Julio César y de Hércules que se encuentran en la Alameda de Hércules. También son suyas la imagen que corona la Fuente de Mercurio situada en la Plaza de San Francisco de Sevilla (destruida en 1712 y reemplazada por una reproducción), y la imagen de Mercurio situada en el Real Alcázar.